# Качалівська сільська рада (Краснокутський район)
Кача́лівська сільська́ ра́да — адміністративно-територіальна одиниця та орган місцевого самоврядування у Краснокутському районі Харківської області. Адміністративний центр — село Качалівка.

## Загальні відомості
- Качалівська сільська рада утворена в 1918 році.
- Територія ради: 71,468 км²
- Населення ради: 1 459 осіб (станом на 2001 рік)
- Територією ради протікає річка Мерла.

## Населені пункти
Сільській раді були підпорядковані населені пункти:
- с. Качалівка
- с. Бузове
- с. Карайкозівка
- с. Кусторівка
- с-ще Михайлівське
- с. Павлюківка
- с. Петрівське
- с. Шевченкове

### Колишні населені пункти
- Замерлянське

## Склад ради
Рада складалася з 16 депутатів та голови.
- Голова ради: Ніконова Лариса Миколаївна
- Секретар ради: Помінчук Олександра Григорівна

### Керівний склад попередніх скликань
| Прізвище, ім'я, по батькові | Основні відомості                                                                       | Дата обрання | Дата звільнення |
| --------------------------- | --------------------------------------------------------------------------------------- | ------------ | --------------- |
| Макаренко Микола Павлович   | Сільський голова, 1957 року народження, безпартійний                                    | 26.03.2006   | 31.10.2010      |
| Ніконова Лариса Миколаївна  | Сільський голова, 1966 року народження, освіта середня спеціальна, член Партії регіонів | 31.10.2010   |                 |

Примітка: таблиця складена за даними сайту Верховної Ради України

### Депутати
За результатами місцевих виборів 2010 року депутатами ради стали:

#### За суб'єктами висування
| Суб'єкт висування                 | Кількість обраних депутатів | %    |
| --------------------------------- | --------------------------- | ---- |
| Партія регіонів                   | 9                           | 56,3 |
| Самовисування                     | 5                           | 31,3 |
| Політична партія «Наша Україна»   | 1                           | 6,3  |
| Політична партія «Сильна Україна» | 1                           | 6,3  |

#### За округами
| № округу                          | Прізвище, ім'я, по батькові       | Дата визнання обраним | Освіта  | Партійна приналежність                  | Відомості про обраного депутата                          |
| --------------------------------- | --------------------------------- | --------------------- | ------- | --------------------------------------- | -------------------------------------------------------- |
| Партія регіонів                   |                                   |                       |         |                                         |                                                          |
| 3                                 | Красний Віктор Михайлович         | 03.11.2010            | середня | член Партії регіонів                    | ПП"КраснийВ.М, пидприємецъ                               |
| 4                                 | Босаченко Оксана Миколаївна       | 03.11.2010            | вища    | член Партії регіонів                    | тимчасово не працює                                      |
| 7                                 | Рибак Геннадій Петрович           | 03.11.2010            | вища    | позапартійний                           | Качалівська загальноосвітня школа, вчитель               |
| 8                                 | Чаговець Олексій Михайлович       | 03.11.2010            | вища    | позапартійний                           | СТОВ «Качалівське», керуючийвідділом                     |
| 9                                 | Помінчук Олександра Григорівна    | 03.11.2010            | вища    | член Партії регіонів                    | Качалівська загальноосвітня школа, директор              |
| 10                                | Шендра Віктор Олексійович         | 03.11.2010            | вища    | член Партії регіонів                    | Качалівська загальноосвітня школа, вчитель               |
| 13                                | Решетько Ольга Василівна          | 03.11.2010            | вища    | член Партії регіонів                    | пенсіонер                                                |
| 14                                | Демченко Любов Миколаївна         | 03.11.2010            | вища    | член Партії регіонів                    | ФОП «Саєнко С. М.», реалізатор                           |
| 16                                | Мирошниченко Світлана Юріївна     | 03.11.2010            | вища    | член Партії регіонів                    | відділення зв'язку с. Качалівка, листоноша               |
| Політична партія «Наша Україна»   |                                   |                       |         |                                         |                                                          |
| 6                                 | Шлома Ніна Іванівна               | 03.11.2010            | середня | член Політичної партії «Наша Україна»   | пенсіонер                                                |
| Політична партія «Сильна Україна» |                                   |                       |         |                                         |                                                          |
| 15                                | Саєнко Микола Олексійович         | 03.11.2010            | вища    | член Політичної партії «Сильна Україна» | СТОВ «Качалівське», директор                             |
| Самовисування                     |                                   |                       |         |                                         |                                                          |
| 1                                 | Савицька Ольга Миколаївна         | 03.11.2010            | середня | позапартійна                            | відділення зв'язку, листоноша                            |
| 2                                 | Стороженко Надія Матвіївна        | 02.01.2011            | середня | член Партії регіонів                    | Качалівська сільська рада, секретар виконавчого комітету |
| 5                                 | Савицький Олександр Володимирович | 03.11.2010            | вища    | позапартійний                           | Качалівська загальноосвітня школа, вчителъ               |
| 11                                | Токар Микола Миколайович          | 03.11.2010            | вища    | позапартійний                           | Качалівська сільська рада, спеціаліст землевпорядник     |
| 12                                | Цибинога Ольга Василівна          | 03.11.2010            | вища    | позапартійна                            | КраснокутськаРДЛВМ, лаборант                             |